# Linkebeek
Linkebeek è un comune belga di 4 759 abitanti nelle Fiandre (Brabante Fiammingo), parte della periferia fiamminga di Bruxelles.